# Mario Bonucci
Mario Bonucci Rossini (Venezuela, 14 de agosto de 1956) es un ingeniero y abogado venezolano, rector de la Universidad de Los Andes desde 2008.

## Biografía
Estudió ingeniería y derecho en la Universidad de los Andes entre 1974 y 1979, en la que posteriormente hizo una maestría en Gerencia y Planificación y un doctorado en Planificación de la Educación. Después de eso ejerció como profesor titular en la institución.
Fue miembro del Departamento de Tecnología y Diseño y miembro fundador de la Comisión Nacional de Admisión de la Educación Superior del CNU. Fue también coordinador de la Oficina de Registros Estudiantiles de la Facultad de Ingeniería, coordinador de la Secretaría y del Rectorado de la Universidad de Los Andes, secretario y tesorero de la APULA - IPP.
Fue condecorado por sus méritos con la distinción Bicentenaria de la Universidad de Los Andes. Posteriormente fue vicerrector administrativo de la Universidad de Los Andes y coordinador del Núcleo de Vicerrectores Administrativos del país.

### Rector de la Universidad de los Andes
Fue electo en 2008, después de que Léster Rodríguez, el rector saliente se lanzara a la alcaldía del municipio Libertador. En 2012 la Comisión Electoral de la Universidad de Los Andes hizo el llamado a elecciones, como correspondía según la Ley de Universidades y el proceso fue paralizado por la Sala Electoral del Tribunal Supremo de Justicia, la cual además ordenó a las autoridades a permanecer en sus cargos, entre ellos Mario Bonucci. Debido a esto y a la desconfianza de este en el sistema electoral, lleva más de diez años en el cargo después de haber completado el período para el cual fue electo.
En 2023 declaró que el gobierno de Nicolás Maduro «amplía la centralización en el sector universitario para controlarlo y restar autonomía» a la universidad.